# آوریل لوین
اَوریل رِمونا لِوین (انگلیسی: Avril Ramona Lavigne؛ زادهٔ ۲۷ سپتامبر ۱۹۸۴) خواننده و ترانه‌نویس کانادایی است. او یک موسیقی‌دان کلیدی در توسعهٔ موسیقی پاپ پانک محسوب می‌شود، همان‌طور که او موسیقی پاپ زن‌محور و تحت تأثیر پانک در اوایل دهه ۲۰۰۰ میلادی را احیا کرد و راه را برای هنرمندان زن هموار ساخت. افتخارات او شامل هشت نامزدی در جوایز گرمی می‌شود.
لوین در ۱۶ سالگی، قرارداد ضبط دو آلبوم با اریستا رکوردز امضاء کرد. نخستین آلبوم استودیویی او، رها کردن (۲۰۰۲)، پرفروش‌ترین آلبوم قرن بیست و یکم از یک هنرمند کانادایی است. این آلبوم با تک‌آهنگ‌های موفق «پیچیده» و «پسر اسکیت‌باز» همراه بود که بر یک شخصیت اسکیت پانک تأکید داشت و از طرف نشریه‌های موسیقی لقب «ملکه پاپ-پانک» را به‌دست‌آورد. دومین آلبوم استودیویی‌اش، زیر پوست من (۲۰۰۴)، تبدیل به نخستین آلبوم لوین شد که به بالاترین موقعیت جدول بیلبورد ۲۰۰ ایالات متحده می‌رسد و به فروش بیش از ۱۰ میلیون نسخه در سراسر جهان دست یافت.
سومین آلبوم استودیویی لوین، بهترین چیز لعنتی (۲۰۰۷)، به صدر جدول فروش هفت کشور در سراسر جهان رسید و شاهد موفقیت بین‌المللی تک‌آهنگ «دوست‌دختر» بود. این نخستین ترانهٔ او بود که به صدر بیلبورد هات ۱۰۰ ایالات متحده رسید. دو آلبوم استودیویی بعدی او، خدانگهدار لالایی (۲۰۱۱) و آوریل لوین (۲۰۱۳)، موفقیت تجاری مستمری داشتند و هر دو در کانادا، ایالات متحده و سایر مناطق گواهی طلا گرفتند. پس از انتشار سر بر روی آب (۲۰۱۹)، او با هفتمین آلبوم استودیویی خود، لاو ساکس (۲۰۲۲)، به سبک پانک خود بازگشت.
بیش از ۳۰ میلیون نسخه از تک‌آهنگ‌ها و بیش از ۴۰ میلیون نسخه از آلبوم‌های لوین در جهان به فروش رسیده است. مجلهٔ بیلبورد لوین را به عنوان دهمین خواننده برتر دهه ۲۰۰۰ میلادی معرفی کرده است. همچنین نام او به خاطر فروش آلبوم‌ها، موفقیت‌اش در جدول‌های فروش موسیقی و تأثیر فرهنگی آثارش در آمریکا، در ردهٔ ۲۸اُم «بهترین حرکت‌های دهه» ثبت شده است. لوین به عنوان گویندهٔ یکی از کاراکترهای انیمیشن آنسوی حصار در سال ۲۰۰۶ نقش ایفا کرد و در همان سال اولین فیلم خویش را با نام فست‌فود نیشن بازی کرد. در سال ۲۰۰۸ برَند پوشاک متعلق به لوین با نام ابی داون شروع به کار کرد؛ در ۲۰۰۹ اولین عطرش را با نام تجاری بلک استار عرضه کرد و در سال ۲۰۱۰ دومین عطر اختصاصی او با نام فُربیدن رُز روانهٔ بازار شد.

## اوایل زندگی
آوریل رمونا لوین در بلویل، انتاریو زاده شد و فرزند "جودی نی لاشاو" و "جین کلاود لوین" است. پدرش اصلیت کانادایی فرانسوی دارد و نام او را اَوریل که معادل فرانسوی ماه اِپریل یا آوریل (به انگلیسی: April) است، انتخاب کرد. پدربزرگ و مادربزرگ لوین کانادایی-فرانسوی هستند اما خود او به زبان فرانسوی صحبت نمی‌کند. او برادری بزرگتر از خود به نام متیو و خواهری کوچکتر به نام میشل دارد. او دختری از خانواده طبقه کارگر جامعه بود و از دو سالگی همراه با مادرش ترانه‌های کلیسا را می‌سرود. زمانی که او ۵ ساله بود، به ناپانی در انتاریو، شهری با جمعیتی حدود ۵٬۰۰۰ نفر، نقل مکان کردند. اگرچه او در مدرسه کشمکش‌هایی داشت و چندین بار به دلیل بدرفتاری از کلاس بیرون شده بود، پدر و مادرش پشتیبان او برای خوانندگی بودند. پدرش برای او میکروفون، جعبه درام، کیبورد و چندین گیتار آورد و زیرزمین خانه‌شان را به یک استودیو تبدیل کرد. زمانی که لوین ۱۴ ساله بود، پدر و مادرش او را به جلسه‌های کاراواک می‌بردند. او همچنین در مراسم‌های کشوری همراه با گارث بروکس، دیکسی چیکس و شانیا توین اجراهایی داشت.
او همچنین شروع به نوشتن ترانه‌های خودش نمود. اولین ترانه با نام «نمی‌توانم به تو فکر نکنم» بود که در مورد یکی از عشق‌های نوجوانی‌اش بود و بعدها خودش از آن به عنوان «یک چیز دلفریب» توصیف کرد.
در تمام عمرم می‌دانستم که این چیزی است که باید باشم… تصور می‌کردم چطور می‌تواند باشد که توسط موسیقی‌ام مشهور باشم؛ و هر روز رؤیا و خیال‌بافی می‌کردم.— اوریل لوین، اخبار ان‌بی‌سی
در ۱۹۹۸، لوین برنده مسابقه‌ای رادیویی شد که به واسطه آن توانست همراه با همتای کانادایی‌اش شانیا توین در "کورل سنتر" در اوتاوا در حضور بیش از ۲۰٬۰۰۰ تماشاگر اجرا نماید. توین و لوین ترانه «چه چیزی تو را وادار به گفتن آن کرد» را اجرا کردند، لوین به توین گفت که او "هنرمندی مشهور" خواهد شد. در هنگام اجرایی در "تئاتر اجتماعی لناکس"، لوین توسط یکی از خواننده‌ها به نام "استفن مد" شناسایی شد. او لوین را به خواندن در یکی از ترانه‌هایش با نام «رسیدن به آسمان» که در آلبوم ۱۹۹۹ آن‌ها گنجانیده می‌شد، دعوت کرد. پس از آن، لوین ترانه‌های «معبد دنیا» و «دو رودخانه» را برای آلبوم آینده مد، پنجره من به تو در سال ۲۰۰۰ اجرا کرد. در دسامبر ۱۹۹۹، اولین مدیر حرفه‌ای لوین، کلیف فابری، در هنگام اجرای لوین از ترانه‌هایی کانتری در کینگستون انتاریو، استعداد او را کشف کرد. فابری اجراهای وی‌اچ‌اس (VHS) ویدئویی لوین را به چندین شرکت موسیقی فرستاد و لوین شروع به دیدار با مدیران آن‌ها نمود. مارک جووت از نت‌ورک لوین را برای کار با پیتر زی‌زو در نیویورک در تابستان سال ۲۰۰۰ آماده کرد و او ترانه «چرا؟» را نوشت. اما در سفرهای بعدی به نیویورک بود که لوین توسط آریستا رکوردز شناسایی شد که اولین آلبوم خویش را توسط همان ناشر عرضه نمود.

## کارهای موسیقی

### ۲۰۰۰–۲۰۰۳: رها کردن
در نوامبر ۲۰۰۰، کن گرانگارد، یکی از نمایندگان A&R ، آنتونیو رید رئیس-آینده آریستا رکوردز، را دعوت به دیدار با تهیه‌کننده پیتر زی‌زو در استودیوی آن‌ها در منهتن نمود تا صدای لوین را بشنوند. آزمایش ۱۵ دقیقه‌ای لوین، باعث تحت تأثیر قرار گرفتن رید شد و او بلافاصله قراردادی به ارزش ۱٫۲۵ میلیون دلار برای دو آلبوم و یک ۹۰۰٬۰۰۰ دلار اضافی را برای پیش‌پرداخت انتشارات همراه با لوین امضاء کرد. در همین زمان، او احساس می‌کرد که به‌طور طبیعی با دسته اسکیترهای دوران دبیرستانش تطابق زیادی دارد، تصویری که در اولین آلبومش دیده می‌شد. او حالا همراه با یک ناشر قرارداد امضاء کرده بود و تمام سعی‌اش را در موسیقی متمرکز کرده بود، اما هنوز مجبور بود که والدینش را از این تصمیمش مطلع کند. «من نمی‌خواستم این [قرار موسیقی] را برگشت بدهم. در تمام عمرم این رؤیای من بوده. آن‌ها [پدر و مادرم] می‌دانند که چه قدر من این را می‌خواستم و چه‌قدر برای آن تلاش کرده‌ام.»
در ۴ ژوئن ۲۰۰۲، لوین اولین آلبومش را با نام «رها کردن» در ایالات متحده عرضه کرد. آلبوم چندی پس از عرضه در بیلبورد ۲۰۰ توانست رتبه ۲ را بگیرد، همچنین در استرالیا، کانادا و بریتانیا در مقام اول قرار بگیرد. این موفقیت توانست لوین را در سن ۱۷ سالگی به جوان‌ترین خواننده تک که توانسته بود تا همان زمان در رتبه اول در بریتانیا قرار بگیرد تبدیل کند. با پایان ۲۰۰۲، آلبوم توانست گواهینامه چهار-بار پلاتین را از طرف RIAA بگیرد و او را به عنوان پرفروش‌ترین خواننده زن سال ۲۰۰۲ و پرفروش‌ترین آلبوم-اول سال ثبت کند. با آمدن مه ۲۰۰۳، این آلبوم بیش از ۱٬۰۰۰٬۰۰۰ نسخه در کانادا به فروش رسانید و از سوی انجمن صنعت ضبط موسیقی کانادا گواهینامه الماس را گرفت. از سال ۲۰۰۹، فروش این آلبوم از مرز ۱۶ میلیون نسخه به صورت جهانی گذشت، و تنها با فروش ۶ میلیون نسخه در ایالات متحده، RIAA گواهینامه شش‌بار-پلاتین را به آن اعطا کرد.
من صرف به خاطر اینکه احساس می‌کنم تا حدی خودم را برای شکست‌خوردن آماده کرده باشم، شکست نمی‌خورم. این چیزی است که در تمام زندگی‌ام می‌خواستم، چیزی که رؤیای آن را می‌دیدم و می‌دانستم که اتفاق خواهد افتاد. من از زمانی که واقعاً کوچک بودم می‌خواندم و بسیار زیاد این را می‌خواستم و به خودم می‌گفتم، این کار را خواهم کرد.— اوریل لوین دربارهٔ موفقیتش، ام‌تی‌وی
اولین تک‌آهنگ لوین، «پیچیده» در استرالیا رتبه اول و در ایالات متحده رتبه دوم را گرفت، این ترانه همچنین یکی از بهترین و پرفروش‌ترین ترانه‌های کانادا در سال ۲۰۰۲ بود که همچنین در شوی تلویزیونی نوجوانان «داوسونز کریک» به نمایش درآمد. «پیچیده» بعدها به ۱۰۰ ترانه برتر دهه راه یافت و رتبه ۸۳ را گرفت.
دیگر تک‌آهنگ‌ها، «اسکیتر بوی» و «با تو هستم» به فهرست ۱۰ برتر ایالات متحده وارد شدند. در نتیجه این سه تک‌آهنگ برتر، لوین دومین هنرمند در تاریخ است که توانسته با اولین آلبومش سه تک‌آهنگ شماره ۱ را در بیلبورد مین‌استریم ۴۰ برتر داشته باشد. برای موزیک‌ویدئوی «پیچیده»، لوین به عنوان "بهترین هنرمند نو" در سال ۲۰۰۲ از طرف ام‌تی‌وی شناخته شد. او چهار جایزه جونو را در سال ۲۰۰۳ برنده شد و برای شش‌تای دیگر نامزد شد. او جایزه موسیقی دنیا را برای «پرفروش‌ترین خواننده کانادایی در دنیا» برنده شد و برای هشت جایزه گرمی نامزد شد که شامل "بهترین هنرمند نو" و "ترانه سال" برای «پیچیده» (۲۰۰۳) بود.
در ۲۰۰۲، لوین نقشی به عنوان هنرمند برجسته در موزیک ویدیوی «هزاران میلیون» از گروه پاپ پانک «تربل چارجر» ظاهر شد. در مارس ۲۰۰۳، لوین روی جلد مجله رولینگ استون ظاهر شد و بعداً در مه ترانه «سوخت» را در طول نمایش ام‌تی‌وی برای احترام به متالیکا انجام داد. در طول اولین تور موسیقی‌اش، تور «سعی کن مرا خفه کنی» لوین ترانه «بسکت کیس» را از گرین دی اجرا کرد.

### ۲۰۰۴–۲۰۰۵: زیر جلد من

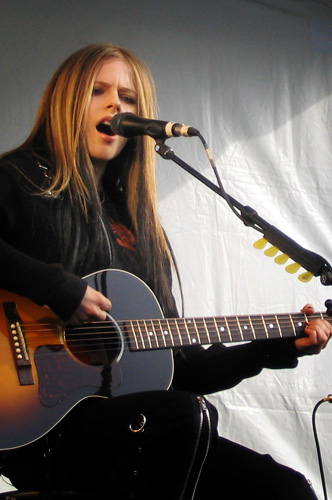
لوین در طول تور «زنده و غافلگیرکننده» در ونکوور، کانادا

لوین همراه با متیو جرارد ترانه‌ای با نام «بریک‌اوی» را برای کلی کلارکسون به خاطر موسیقی متن فیلم سال ۲۰۰۴ «خاطرات پرنسس ۲» نوشتند. این ترانه بعداً در آلبوم دوم کلارکسون با همین نام قرار گرفت و اولین ترانه آن آلبوم شد. لوین بعد از آن ترانه «ایریس» را از گو گو دالز همراه با خواننده این باند، جان رززنیک اجرا کرد و در اکتبر سال ۲۰۰۴ روی جلد مجله ماکسیم ظاهر شد. او بعداً ترانه متن فیلم اسپانج‌باب اسکورپنتز را ساخت و بیان کرد، «این آهنگ را کمی خشن ساختم، صداهای بلند زیادی از گیتار در آن دیده می‌شود و ما آهنگ را در وقت کم و با جنب‌وجوش زیادی ساختیم.» لوین آهنگ را با کمک تهیه‌کننده باچ واکر بازچینی نمود.

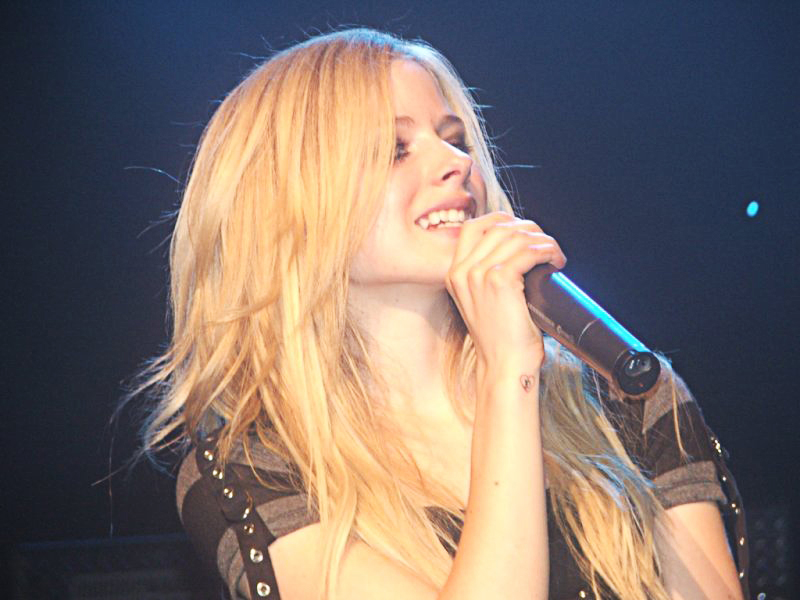
لوین در سال ۲۰۰۵

دومین آلبوم استودیویی لوین، «زیر جلد من»، در ۲۵ مه ۲۰۰۴ عرضه شد، در بسیاری از کشورها شامل استرالیا، مکزیک، کانادا، ژاپن، بریتانیا و ایالات متحده رتبه اول را گرفت. این آلبوم توانست بیش از ۱۰ میلیون نسخه به فروش برساند. لوین بیشتر ترانه‌های آن را با کمک خواننده و ترانه‌نویس کانادایی «شانتال کریازوک» نوشت. همسر کریازوک، پیشرو گروه آور لیدی پیکس، رین مایدا تهیه‌کننده کمکی آلبوم بود که همراه با دان گیلمور و باچ واکر همکاری می‌کرد. لوین بعداً توری با نام «زنده و غافلگیرکننده» را ترتیب داد که شامل ۲۱ تور کوچک برای تبلیغ آلبوم در ایالات متحده و کانادا بود که با همراهی گیتاریست اون توبنفلد همراه بود. هر اجرا شامل یک اجرای کوچک صوتی از ترانه‌های این آلبوم بود. در پایان ۲۰۰۴، لوین وارد اولین تور جهانی خویش، تور بونِز شد که همراه با توقفی در هر قاره همراه بود و تا سال ۲۰۰۵ به طول انجامید.
این آلبوم ثابت کرد که من یک ترانه‌نویس هستم و کسی نمی‌تواند آن را انکار کند. هر آهنگی که من می‌نویسم از یک تجربه خصوصی خودم آمده‌اند و بسیار احساسات در هر ترانه نهفته است.— اوریل لوین، لجر
«به من نگو»، اولین ترانه آلبوم در آرژانتین و مکزیک به رتبه اول راه یافت و در بریتانیا و کانادا در ۵ برتر در حالی که در استرالیا و برزیل در ۱۰ برتر راه یافت. «پایان خوش من» ترانه اصلی آلبوم، در مکزیک ترانه برتر و در بریتانیا و استرالیا توانست به ۵ برتر راه پیدا کند. در ایالات متحده، وارد ۱۰ برتر در بیلبورد ۱۰۰ برتر شد و ترانه برتر و شماره ۱ مین‌استریم ۴۰ برتر گردید که آن را به چهارمین ترانه برتر آن تبدیل کرد. سومین تک‌آهنگ، «هیچ‌کس خانه نیست» نتوانست در ۴۰ برتر ایالات متحده قرار بگیرد و فقط در مکزیک و آرژانتین رتبه اول را گرفت. چهارمین تک‌آهنگ، «او نبود» به ۴۰ برتر بریتانیا و استرالیا رسید و در ایالات متحده منتشر نشد.
لوین در سال ۲۰۰۴، دو جایزه موسیقی ورلد را برای «بهترین خواننده پاپ/راک دنیا» و «پرفروش‌ترین خواننده کانادایی دنیا» به دست آورد. او برای ۵ جایزه جونو در سال ۲۰۰۵ نامزد شد و ۳تای آن‌ها را شامل «هنرمند سال» برنده شد. او جایزه «هنرمند مورد علاقه زن» را در هجدهمین فستیوال سالانه جایزه برگزیده کودکان نیکلودین به دست آورد و در هر نمایش تلویزیونی که در سراسر دنیا از طرف ام‌تی‌وی برگزار می‌شد، نامزد گردید.

### ۲۰۰۶–۲۰۰۸: بهترین چیز لعنتی

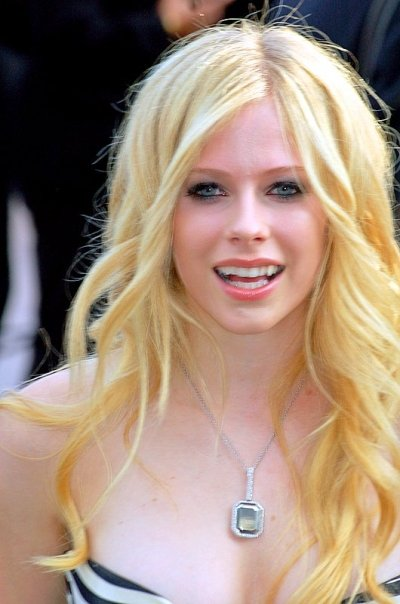
لوین در سال ۲۰۰۶

در ۲۶ فوریه ۲۰۰۶، لوین به نمایندگی از کانادا در مراسم اختتام المپیک تورنتو ترانه «که می‌داند» را در طول هشت دقیقه از بخش بازی‌های المپیک زمستانی ۲۰۱۰ اجرا کرد. زمانی که لوین در استودیو برای سومین آلبومش بود، گروه تفریحی فاکس از او خواستند تا ترانه‌ای را برای موسیقی متن فیلم اراگون بنویسد، او دو ترانه را برای فیلم نوشت اما فقط یکی از آنها، «طاقت بیاور» برای پایان فیلم انتخاب شد. لوین قبول کرد که نوشتن ترانه چالش‌انگیز بود و همراه با فیلم حرکت می‌کرد. او تأکید کرد که ترانه «طاقت بیاور» که بعداً در آلبومش گنجانده شد، نشانه‌ای از چیزی که آلبوم آینده خواهد بود، نیست.
ترانه‌های من، مهم نیست که چطور، در مورد اینست که «خودت باشی» و «رویاهای خودت» را تعقیب کنی، حتی اگر رویاهات دیوانه به نظر می‌رسند و حتی اگر مردم به تو خواهند گفت که رویاهایت هیچ‌گاه به حقیقت تبدیل نخواهند شد.— اوریل لوین، وبگاه استرالیایی گرل
در ژوئیه ۲۰۰۶، لوین همراه با دریک ویبلی خواننده اصلی و گیتاریست گروه سام ۴۱ که دو سال با هم دوست بودند ازدواج کرد. این ازدواج برای بیش از ۳ سال دوام آورد و لوین در اکتبر ۲۰۰۹ خواستار طلاق شد. ویبلی و لوین همکاری‌شان با یکدیگر را بعد از جدایی نیز ادامه دادند.

سومین آلبوم لوین، «بهترین چیز لعنتی»، در ۱۷ آوریل ۲۰۰۷ عرضه شد، که بلافاصله بعد از آن، لوین توری کوچک را برای تبلیغات آن ترتیب داد. ترانه اصلی آن، «دوست‌دختر» در بیلبورد ۱۰۰ برتر اول شد و در همان هفته آلبوم در بیلبورد ۲۰۰ اول شد. «دوست دختر» اولین تک‌آهنگ لوین بود که توانسته بود در این جدول در مقام اول جا بگیرد. این ترانه یک موفقیت جهانی داشت؛ در استرالیا، کانادا، ژاپن و ایتالیا رتبه اول و در بریتانیا و فرانسه رتبه دوم را گرفت. این ترانه همچنین به زبان‌های اسپانیایی، فرانسوی، ایتالیایی، پرتغالی، آلمانی، ژاپنی و ماندارینی ضبط شد. IFPI «دوست‌دختر» را به عنوان بیشترین ترانه دانلود شده در سال ۲۰۰۷ یاد کرد. این ترانه با ۸ نسخه مختلف به ۸ زبان دنیا توانست بیش از ۷٫۳ میلیون نسخه فروش کند. ترانه «دوست‌دختر» در جدول ۱۰۰ ترانه برتر دهه رتبه ۹۴ را گرفت.

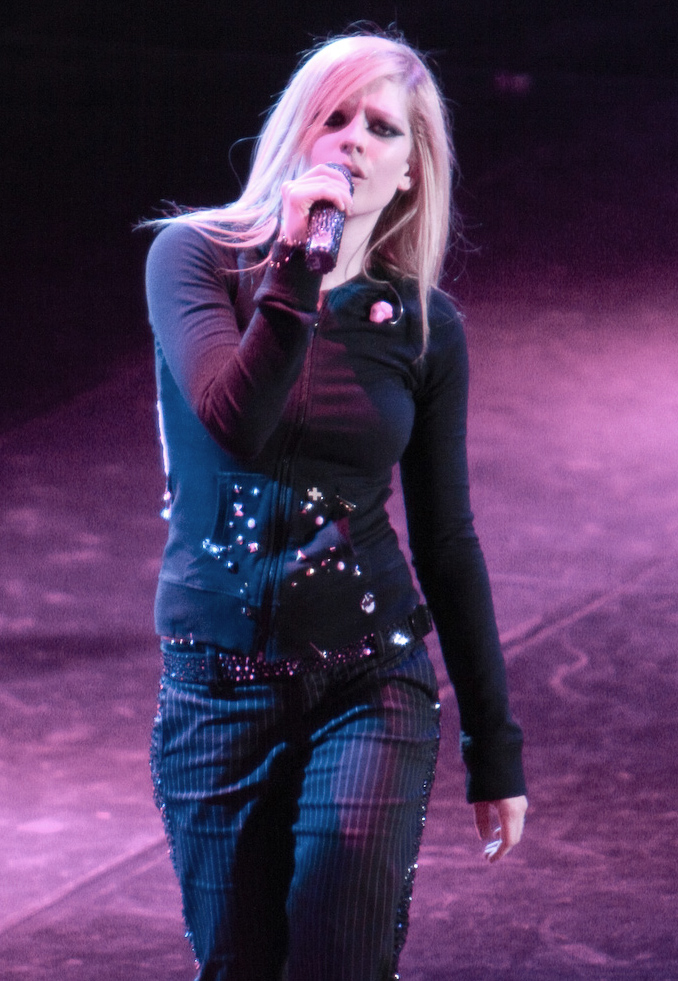
لوین در حال اجرای تور بهترین چیز لعنتی در پکن در سال ۲۰۰۸

 «زمانی که تو رفتی» دومین ترانه این آلبوم، در بریتانیا رتبه سوم را گرفت و در استرالیا و ایتالیا پنجم و در همین حال به ۱۰ برتر کانادا و ۲۰ برتر ایالات متحده راه یافت. در دسامبر ۲۰۰۷، لوین با درآمد سالیانه ۱۲ میلیون دلار، توسط فوربز در «پردرآمدترین افراد زیر ۲۵ سال» رتبه هشتم را گرفت. «هات» سومین ترانه آلبوم کم‌موفقیت‌ترین ترانه لوین در ایالات متحده با رتبه ۹۵ شد. در کانادا در ۱۰ برترین و در استرالیا در ۲۰ برترین وارد شد. آلبوم بهترین چیز لعنتی به صورت جهانی ۶ میلیون نسخه به فروش رسانید.
در همین دوران، لوین هر جایزه‌ای را که نامزد آن شده بود برنده شد، که شامل دو جایزه ورلد میوزیک اواردز برای «پرفروش‌ترین خواننده کانادایی» و «بهترین خواننده پاپ/راک زن دنیا» می‌شدند. او اولین جایزه‌های خود را از ام‌تی‌وی با دو جایزه دریافت کرد و از سوی جایزه برگزیده نوجوان نیز برای «ترانه تابستان» یک جایزه دریافت کرد و برای پنج «جایزه جونو» نامزد شد.

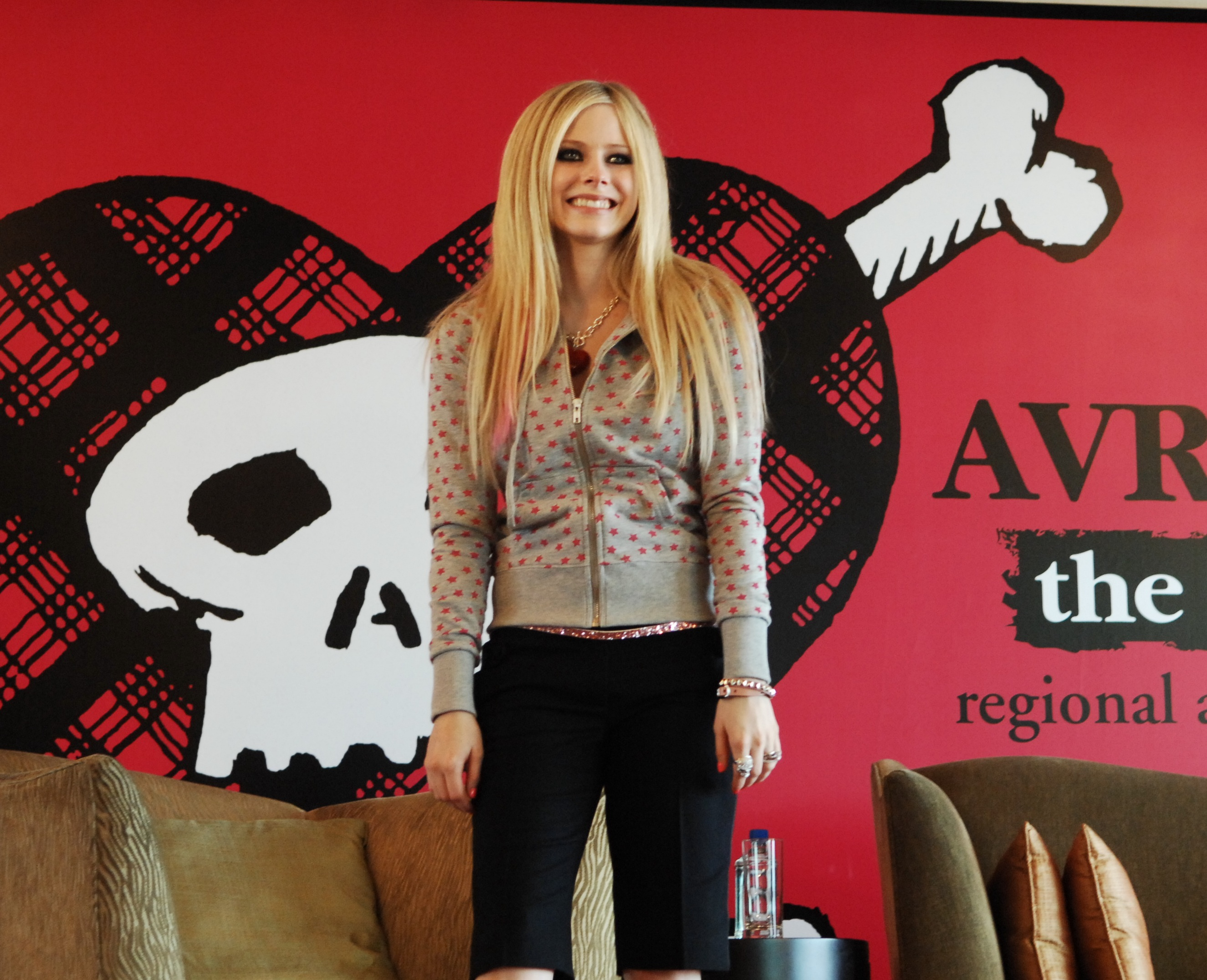

در اواسط ۲۰۰۷، لوین در ۵ آرزو کن ظاهر شد. او همراه با هنرمند کامیلا دی. اریکو و نویسنده جاشوا دایزارت در این منگا همکاری کرد، «۵ آرزو کن» در مورد دختر خجالتی به نام «هنا» بود که در حین دیدار با قهرمانش اوریل لوین، یادمی‌گیرد که چطور با ترس‌هایش مبارزه کند. لوین بیان کرد، «می‌دانم که بسیاری از طرفدارانم منگا می‌خوانند و من بسیار خوشحالم که می‌توانم در داستانی باشم که آن‌ها را خوشحال و سرگرم می‌کند.» این کتاب‌ها در ۱۰ آوریل (یک هفته پیش از نشر آلبوم «بهترین چیز لعنتی») و در ژوئیه عرضه شدند. سرویس کتابخانه نوجوانان این کتاب را به عنوان «نوئل گرافیکی عالی برای نوجوانان» اعلام کرد.
در مارس ۲۰۰۸، لوین توری با نام «بهترین تور لعنتی» (در رابطه با آلبوم «بهترین چیزهای لعنتی») برای حمایت از آلبوم آغاز کرد. در همان ماه او برای دومین بار روی جلد مجله ماکسیم ظاهر شد. در اواسط اوت، حزب مخالف مالزی، حزب اسلامی پان سعی بر توقیف نمایش لوین در کوالالامپور نمود و از کارهای او در روی استیج به عنوان «بسیار ضداخلاقی» نام برد. کنسرت او در ۲۹ اوت به عنوان تبلیغ ارزش‌های غلط در جامعه مالزی در روز آزادی مالزی در ۳۱ اوت اعلام شد. اگرچه در ۲۱ اوت ۲۰۰۸، ام‌تی‌وی گزارش کرده بود که کنسرت او از سوی دولت مالزی تأیید شده است.

### ۲۰۰۹–۲۰۱۱: لالایی خداحافظی

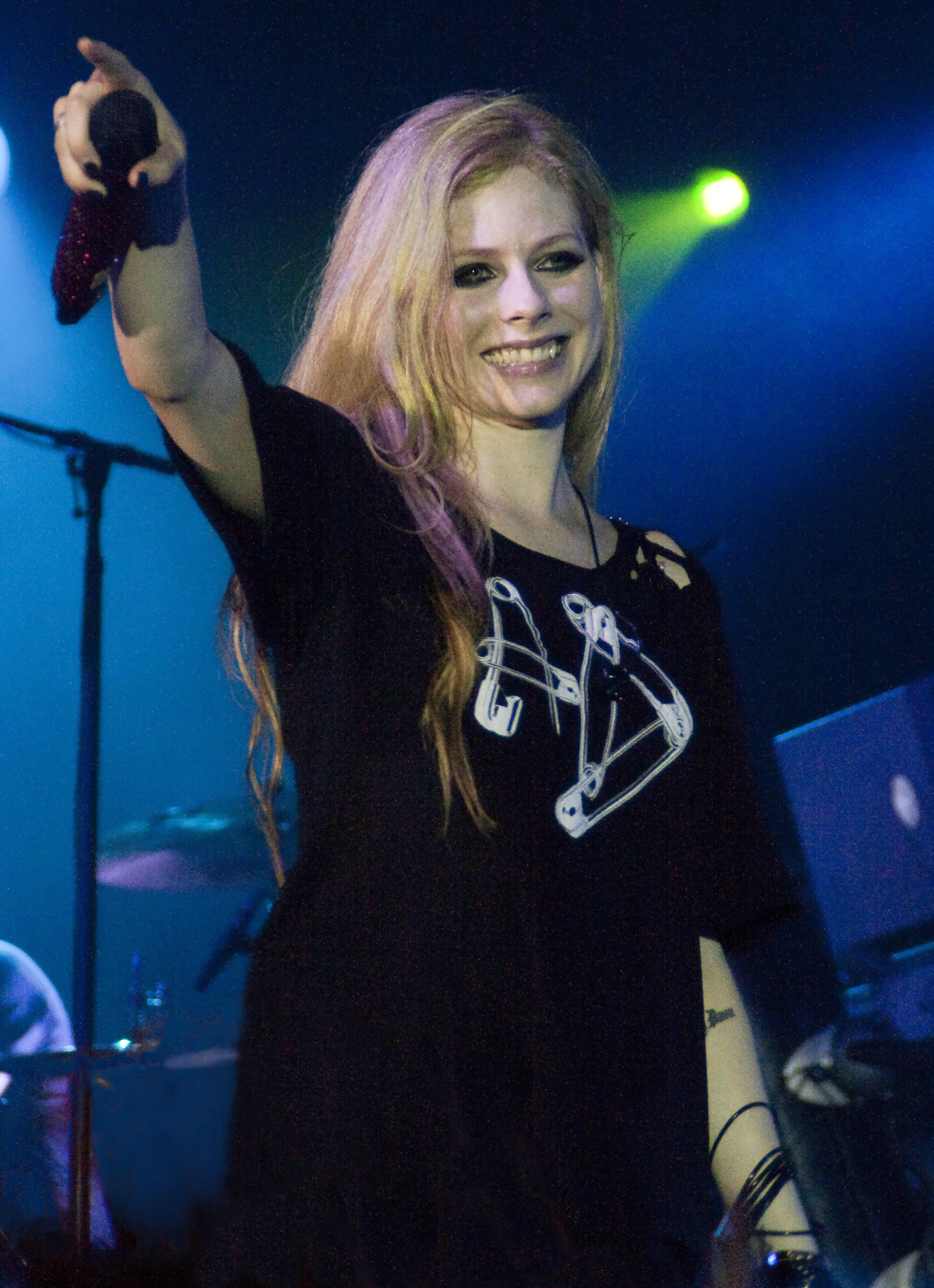
اوریل لوین در کنسرت جاکارتا در حین تور «ستارهٔ سیاه»

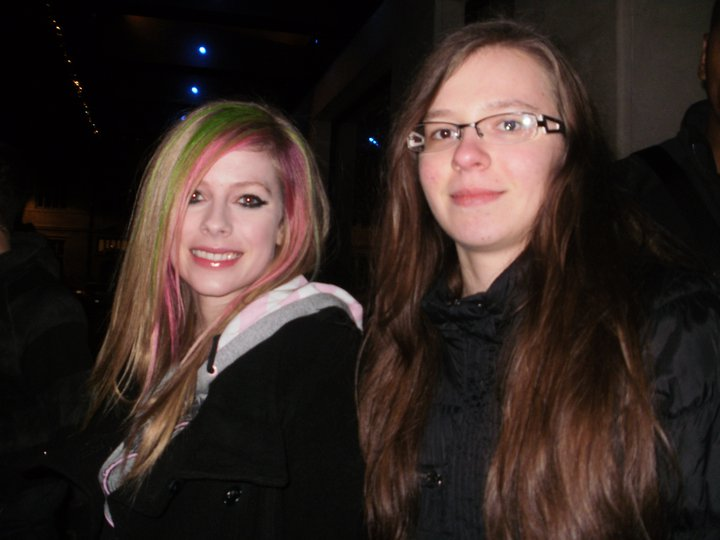

یک‌ماه بعد از تکمیل تور آلبوم «بهترین چیز لعنتی»، لوین در نوامبر ۲۰۰۸ در استودیوی خانگی‌اش همراه با «بلک استار» شروع به ضبط‌های نو نمود. برای کمک به اولین عطرش، «بلک استار»، لوین به تبلیغ کوچکی برای استفاده در تبلیغات تلویزیونی لازم داشت. «بلک استار» در هتلی در مالزی در طول تورش سروده شد. این ترانه بعداً به یک ترانه کامل تبدیل شد که رولینگ استون از آن به عنوان «یک لالایی لطیف که دارای حماسه همراه با پیانوهای همانند کلدپلی و ریشه‌های پروازکننده است،» یاد کرد.
من همیشه چیزی مهم داشتم اما بعضی از کسانی که با آن‌ها کار می‌کنم اصلاً برایشان اهمیت ندارد، چون آن‌ها فقط می‌خواهند که چیزی بنویسند.— اوریل لوین، مجله اینرتینمت ویکلی
عمل ضبط با کمترین وسایل آغاز شد، بیشتر اوقات با خواندن لوین تنها با یک گیتار و دیگر ابزارها که بعداً اضافه می‌شدند. اوین این فرایند را اینطور توصیف کرد: «اینطور کار کردن را بسیار دوست دارم، واقعاً احساس می‌کردم که وقتش بود که همچون کاری را انجام دهم؛ که همه چیز فقط دربارهٔ صدا، عملکرد، لرزش و احساس باشد.» چون لوین دارای استودیویی در خانه‌اش بود، او قادر به ضبط در اوقات فراغت خود نیز بود. او همچنین بیشتر اوقات برای درست کردن بیشتر قسمت‌های ترانه‌هایش از یک پیانو استفاده می‌کرد. «پیانو چیزی بیشتر از یک وسیله احساسی است. پیانو احساسات مرا در حالات مختلف تحریک می‌کند و برخلاف گیتار، مرا به سویی دیگر می‌کشاند.»
در ژوئیه ۲۰۰۹، نه تراک شامل ترانه‌های «خوب»، «همه صدمه می‌بینند» و «محبوب» ضبط شدند. بیشتر ترانه‌ها در زمان نوجوانی لوین نوشته شده بودند. ترانه «محبوب» دومین ترانه‌ای بود که لوین در سن ۱۵ سالگی زمانی که در ناپانی زندگی می‌کرد، نوشته بود. لوین اعلام کرد که این آلبوم در مورد «زندگی» است و افزود، «برای من بسیار آسان است که ترانه‌ای پسرانه بسازم، اما اینکه بخواهم صادقانه در مورد چیزی که واقعاً به من نزدیک است و من در آن نقش داشته‌ام بنویسم، یک چیز واقعاً متفاوت است.» این آلبوم قرار است بیشتر همانند سبک گذشته موسیقی لوین باشد و صداهای صوتی (آکوستیک) بیشتری دارد. لوین در این مورد افزود، «[برای] این آلبوم، بسیار بسیار زیاد، می‌خواستم که بخوانم… فقط می‌خواهم که سکوت را کنارم داشته باشم و ترانه‌های صوتی بیشتری را بخوانم.»

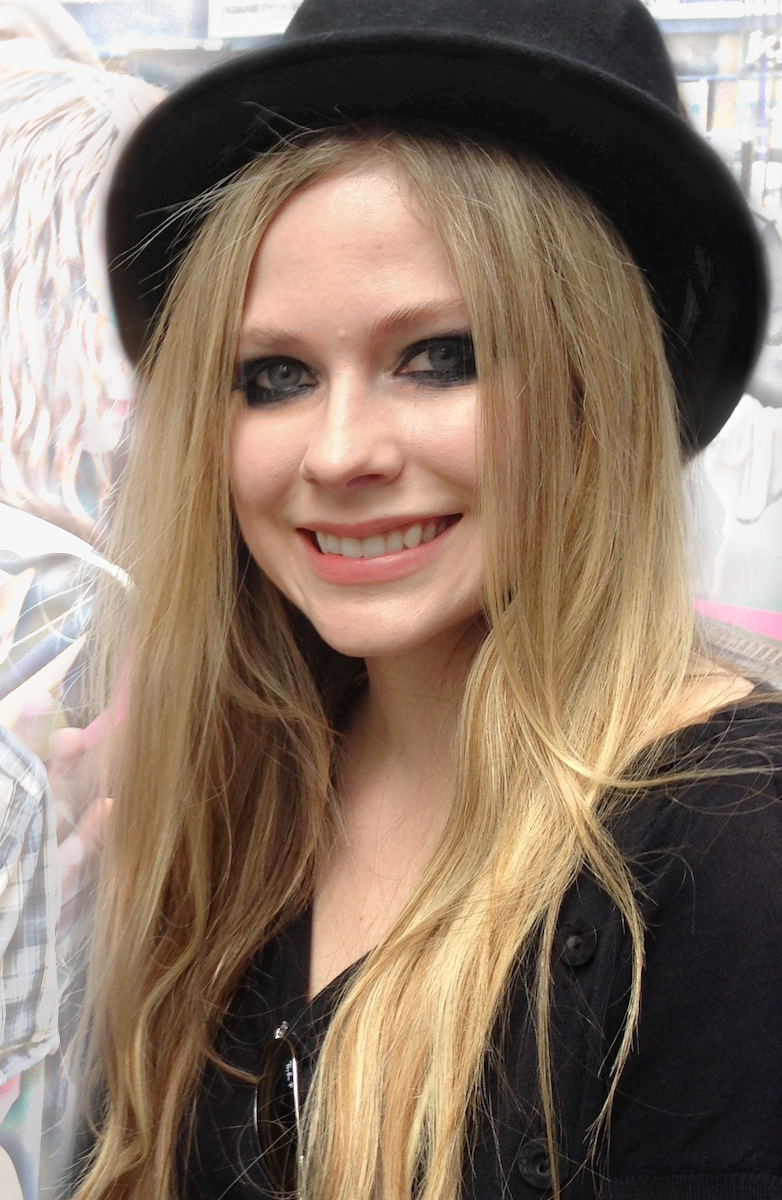
لوین، سال ۲۰۱۲

تاریخ انتشار اولین تک‌آهنگ آلبوم چندین بار به تعویق افتاد. آلبوم به صورت اصلی برای ۱۷ نوامبر ۲۰۰۹ برنامه‌ریزی شده بود اما بعداً در ژانویه ۲۰۱۰، لوین اعلام کرد که جلد آلبوم تکمیل شده و اولین تک‌آهنگ آلبوم در آوریل و خود آلبوم در ژوئن عرضه خواند شد. در مه، لوین اعلام کرد که آلبوم را بسیار جدی گرفته و به استودیو برگشته و روی آن کار بیشتری خواهد کرد. «با یک آلبوم، نمی‌خواهم همه را یک‌دفعه غافلگیر کنم… من ضبط بسیار جدی را پیش گرفته‌ام و فکر می‌کنم کمی باید ترانه‌های سرگرم‌کننده‌ای را در آن بگنجانم.» در اوت ۲۰۱۰، لوین به «استودیوی ضبط موسیقی هنسون» همراه با تهیه‌کننده بریتانیایی الکس دا کید برگشت. در طول این جلسه‌ها، لوین به گلو درد دچار شد و کسانی که در اطرافش بودند باید از ماسک استفاده می‌کردند. علی‌رغم هشدار دکترش، او به ضبط موسیقی ادامه داد. «من در ۴۸ ساعت پیش قادر به خواندن نبودم چون اگر این‌کار را می‌کردم، ممکن بود به رشته‌های آوایی صدمه وارد شود. دکترم به من گفت که این‌کار را نکنم اما امروز خواندنم.» او افشا کرد که «کارهای جدید را امتحان کرده» و در حال «کاوش» بوده است. او همچنین بیان کرد که مواد لازم را برای دو ترانه دیگر در اختیار دارد.

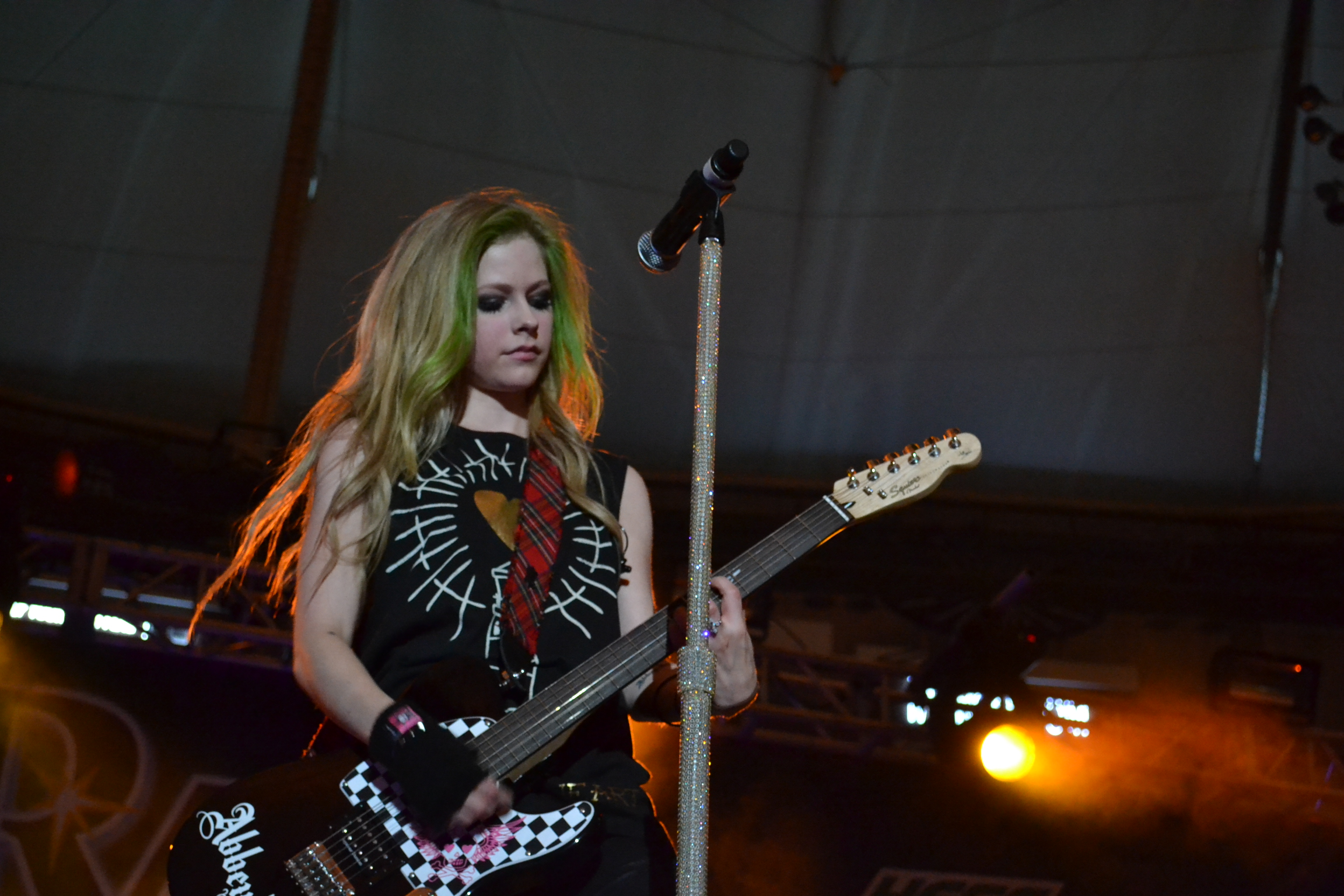
لوین سال ۲۰۱۲

در ژانویه، در حالی که برای آلبوم جدیدش در استودیو ضبط می‌کرد، همکاری با دیزنی را برای طراحی لباس‌های فیلم آلیس در سرزمین عجایب آغاز کرد که بعداً در فیلم تیم بورتون «آلیس در سرزمین عجایب» به کار گرفته شد. او از مدیرهای فیلم خواست که اگر بتواند برای فیلم ترانه‌ای بنویسد. نتیجه آن ترانه آلیس بود که در پایان فیلم پخش می‌شود و در موسیقی متن «تقریباً آلیس» نیز قرار داده شد.
در ۲۸ فوریه، لوین در کنسرتی واقع در المپیک ۲۰۱۰ ونکوور ترانه‌های «پایان خوش من» و «دوست‌دختر» را اجرا کرد. لوین از اینکه در این مسابقات اجرا کرده بود افتخار می‌کرد اما از این موضوع که نتوانست بود در بازی هاکی ایالات متحده و کانادا شرکت کند افسوس خورد. «آنها ما را به خاطر مشکلات امنیتی حبس کرده بودند و نمی‌توانستیم خارج شویم.»

### ۲۰۱۱–۲۰۱۳: آوریل لاوین

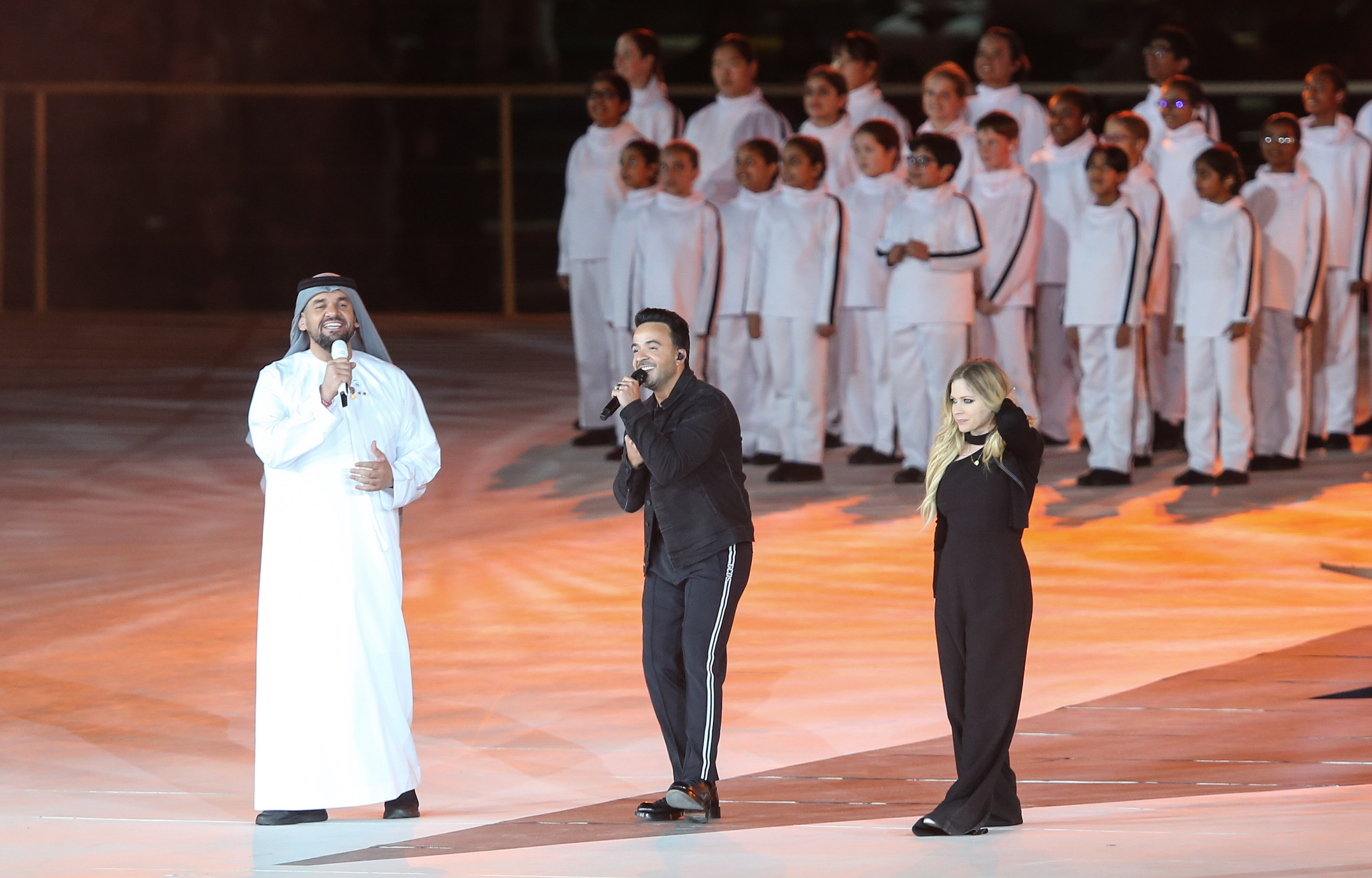
لوین در کنار حسین الجسمی و لوییس فانسی در سال ۲۰۱۹

سه ماه بعد از انتشار آلبوم لالایی خداحافظی، لوین اعلام کرد که کار روی آلبوم استودیویی پنجمش قبلاً آغاز شده است که تاکنون ۸ ترانه برای آن نوشته شده است. آلبوم جدید کاملاً مخالف خدانگهدار لالایی است، لوین اظهار داشت " لالایی خداحافظی بیشتر آرام بود؛ ولی آلبوم بعدی پاپ و دوباره شاد خواهد بود. من از قبل آهنگی دارم که می‌دانم قرار است تک‌آهنگ بشود و فقط لازم است دوباره آن را رکورد کنم !" آلبوم پنجم این خوانندهٔ کانادایی در یکم نوامبر ۲۰۱۳ وارد بازار شد. آلبوم دارای ترانه‌هایی با سبک‌های متفاوت است و همچنین اولین آلبومی است که لاوین به‌طور رسمی ترانه دو صدایی اجرا می‌کند. در آلبوم شاهد دو ترانه دو صدایی با همکاری با "مرلین منسون" هستیم بنام Bad Girl و همین‌طور "Let Me Go" با همکاری همسر وی یعنی "چد کروگر" از گروه "نیکل بک". لاوین با گروه سازنده The Runners برای آلبوم پنجم خود کار کرد.
در آوریل سال ۲۰۱۳ اولین تک‌آهنگ این آلبوم با نام «به سلامتی هرگز بزرگ نشدن» منتشر شد. 

## زندگی خصوصی

### سبک شخصی و چهره عمومی
باید برای آن‌که تصویر "خود واقعی‌"ام را نشان بدهم بجنگم… از چندین تصاویر مجلل و زرق‌وبرق‌دار رسانه‌ها به این‌خاطر که همانند خودم نشان‌داده نمی‌شدم، امتناع کردم. نمی‌خواهم لباس‌هایی که بدنم را طور دیگری نشان می‌دهند بپوشم. من بدنی عالی دارم.— اوریل لوین، ام‌تی‌وی
زمانی که برای اولین بار لوین شهرت را کسب نمود، او برای رفتارهای پسرگونه‌اش شناخته می‌شد، به ویژه کراوات و ترکیب پیراهن‌های بدون آستین. او لباس‌های بگی، کفش‌های اسکیت‌دار، مچ‌بند و گاهی‌اوقات بندکفش پیچیده در اطراف انگشتانش و امثال آن را ترجیح می‌داد. در طول عکس‌برداری‌ها، به جای پوشیدن لباس‌های "درخشان و عالی" او به پوشیدن "تی‌شرت‌های قدیمی و بی‌اتو" بسنده می‌کرد. در پاسخ به طرز پوشش و تأثیرگذاری موسیقی‌اش، رسانه‌ها به او لقب "شاهدخت پاپ‌پانک" نهاده بودند. رسانه‌ها و طرفدارانش او را به عنوان "آنتی-بریتنی"، به‌دلیل کم‌تر تجاری بودن‌اش، تصویر واقعی‌اش و سرسخت بودنش، می‌شناختند. "من جعلی نیستم و کسی نمی‌تواند به من بگوید چه کنم و چطور رفتار کنم، پس ممکن است مرا "آنتی-بریتنی" بخوانند، که نیستم." در نوامبر ۲۰۰۲، لوین پوشیدن کراوات را کنار گذاشت و بیان کرد که او "یک مد خاص" را انجام می‌داد. لوین کوشش‌هایی آگاهانه برای نگه‌داشتن موسیقی‌اش، و نه چهره‌اش، به عنوان سرلوحه کارهایش انجام داد. "فقط می‌گویم، نمی‌خواهم "سکس" بفروشم. احساس می‌کنم این‌کاری احمقانه و پست است. بسیار چیزهای بیشتری برای گفتن دارم."
لوین سرانجام به سبک سیاه مد روی آورد، طوری‌که برای آلبوم دومش، زیر جلد من از پوشش اسکیت‌برد به پوشش سیاه‌گونه و دامن‌های کوتاه سیاه و گرایش‌های ترس و بیم روی آورد. «من این‌طور برچسپ خورده‌بودم که من دختری عصبانی‌ام، [یک] شورشی… ولگرد (پانک)، و باید بگویم که من هیچ‌کدام یک از آن‌ها نیستم.» زمانی که لوین از عصبانی بودن امتناع می‌کرد، در مصاحبه‌هایش همیشه احساساتی در مورد کم بودن توجه رسانه‌ها در مورد ترانه‌نویسی‌اش بود. «من یک نویسنده هستم و نخواهم گذاشت که مردم این را از من بگیرند،» و اینکه او از ۱۴ سالگی ترانه می‌نوشت. در طول سال‌های آلبوم بهترین چیز لعنتی، لوین به‌طور کامل تغییر کرد، رنگ موهایش را روشن همراه با خطی صورتی رنگ نمود و لباس‌های زنانه بیشتری مثل «شلوار جین تنگ و کفش‌زنانه،» و شروع به مدل‌بودن برای مجله‌هایی چون هارپرز بازار نمود. لوین از سبک پوشش جدیدش دفاع کرد و گفت: «در واقع به خاطر هیچ‌چیزی تاسف نمی‌خورم. می‌دونی، کراوات و این‌طور چیزا… همه این‌ها وقت و مکان دارند؛ و حالا من بزرگ شده‌ام، و تغییر کرده‌ام.» او حالا سعی می‌کرد که غذاهای مقوی‌تری خورده و در ورزش‌هایی نظیر یوگا، هاکی خیابانی، فوتبال، رولربلید و موج‌سواری شرکت کند. وی در سال ۲۰۰۶ با دریک وابلی ازدواج کرد و پس از ۴ سال از وی جدا شد. وی در همان سال‌ها با برودی جنر برادر ناتنی کایلی جنر و کندال جنر وارد رابطه شد و بعد از یک و نیم سال از او جدا شد. او در سال ۲۰۱۲ نامزدی خود را با چد کروگر، خوانندهٔ گروه نیکلبک اعلام کرد و آن‌ها در سال ۲۰۱۵ از هم جدا شدند. خواهر کوچک‌تر آوریل که میشل نام دارد با خواننده ژاپنی گروه One ok rock ازدواج کرده است.

## اعضای گروه
| اعضای فعلی - ال بری – گیتار باس، صدای پشتیبان (۲۰۰۷–کنون) - رادنی هاوارد – درام، طبل، صدای پشتیبان (۲۰۰۷–کنون) - استیو فرلازو – کیبرد الکتریکی، صدای پشتیبان (۲۰۰۷–کنون) - جیم مک‌گورمن – گیتار ریتم، صدای پشتیبان (۲۰۰۷–کنون) - اسیتو فکت – گیتارزن اصلی، صدای پشتیبان (۲۰۰۸–کنون) - سوفیا توفا – صدای پشتیبان، رقصنده (۲۰۰۷–کنون) - لینزی بلوفارد – صدای پشتیبان، رقصنده (۲۰۰۷–کنون) | اعضای پیشین - مارک اسپیکالک – گیتار باس، صدای پشتیبان (اوریل–سپتامبر ۲۰۰۲) - جسی کالبرن – ریتم گیتار (۲۰۰۲–ژانویه ۲۰۰۴) - اون توبنفلد – گیتارزن اصلی، صدای پشتیبان (۲۰۰۲–سپتامبر ۲۰۰۴) - کریگ وود – ریتم گیتار، خواننده پشتیبان، خواننده (۲۰۰۴–ژانویه ۲۰۰۷) - مت بران – درام، طبل (۲۰۰۲–فوریه ۲۰۰۷) - چارلی مونیز – گیتارباس (۲۰۰۲–فوریه ۲۰۰۷) - دیوین برونسون – گیتارزن اصلی، صدای پشتیبان (۲۰۰۴–۰۸) |

## فیلم‌شناسی
| سال  | نام                    | نقش       | توضیحات                       |
| ---- | ---------------------- | --------- | ----------------------------- |
| ۲۰۰۲ | سابرینا، جادوگر نوجوان | خودش      | اجرای ترانه «اسکیتر بوی»      |
| ۲۰۰۴ | طی کردن مسافت‌ها        | خودش      | اجرای ترانه از «دست دادن درک» |
| ۲۰۰۶ | ملت غذای آماده         | آلیس      |                               |
| ۲۰۰۶ | آن سوی پرچین           | هیتر      | فقط صدا                       |
| ۲۰۰۷ | دسته                   | بیتریس بل | دوست‌دختر مظنون                |
| ۲۰۱۰ | آمریکن آیدل            | خودش      | داور مهمان                    |

## آلبوم‌شناسی
- رها کردن (۲۰۰۲)
- زیر جلد من (۲۰۰۴)
- بهترین چیز لعنتی (۲۰۰۷)
- خدانگهدار لالایی (۲۰۱۱)
- آوریل لوین (۲۰۱۳)
- سر بر روی آب (۲۰۱۹)
- لاو ساکس (۲۰۲۲)

## معادل‌های انگلیسی
1. ↑  Abbey Dawn
2. ↑  Black Star
3. ↑  Forbidden Rose
4. ↑  Can't Stop Thinking About You
5. ↑  What Made You Say That
6. ↑  Touch the Sky
7. ↑  Temple of Life
8. ↑  Two Rivers
9. ↑  Let Go
10. ↑  Dawson's Creek
11. ↑  Hundred Million by Treble Charger
12. ↑  Deryck Whibley
13. ↑  Sum 41
14. ↑  Fine
15. ↑  Everybody Hurts
16. ↑  Darlin
17. ↑  Al Berry – bass guitar, backing vocals
18. ↑  Rodney Howard – drums, percussion, backing vocals
19. ↑  Steve Ferlazzo – کیبورد الکترونیک، backing vocals
20. ↑  Jim McGorman – rhythm guitar, backing vocals
21. ↑  Steve Fekete – lead guitar, backing vocals
22. ↑  Sofia Toufa – backing vocals, dancer
23. ↑  Lindsay Bluafarb – backing vocals, dancer